# Fautino de los Santos
Fautino de los Santos (né le 15 février 1986 à Samaná, République dominicaine) est un ancien lanceur de relève droitier des Ligues majeures de baseball. Après deux saisons chez les Athletics d'Oakland, son implication dans l'affaire Biogenesis et l'accord d'une suspension de 50 matchs pour dopage mettent un terme à sa carrière sportive dans la Ligue majeure

## Carrière
Fautino de los Santos signe son premier contrat professionnel en 2005 avec les White Sox de Chicago. Il amorce sa carrière en ligues mineures dans l'organisation des White Sox avant d'être échangé le 3 janvier 2008, en compagnie de Gio Gonzalez et Ryan Sweeney, aux Athletics d'Oakland pour Nick Swisher.
De Los Santos, au départ un lanceur partant, voit peu d'action en 2008 et 2009, où une blessure à l'épaule[réf. nécessaire] le limite à douze départs. Après avoir subi une opération de type Tommy John, il revient au jeu comme lanceur de relève. C'est comme releveur qu'il fait ses débuts dans les majeures pour Oakland le 4 juin 2011 dans un match contre les Red Sox de Boston. Il remporte sa première victoire le 7 août suivant face aux Rays de Tampa Bay. En 34 sorties et 33 manches et un tiers lancées pour Oakland en 2011, il enregistre 43 retraits sur des prises, remporte 3 victoires, subit 2 défaites et présente une moyenne de points mérités de 4,32.
Il ne lance que 3 manches pour Oakland en 2012 avant d'être échangé le 29 juillet aux Brewers de Milwaukee contre le receveur George Kottaras. Il ne s'aligne pas en Ligue majeure avec les Brewers et passe via le ballottage aux Padres de San Diego le 6 février 2013.
Fautino de los Santos est impliqué dans l'affaire Biogenesis au début 2013. Libéré de son contrat par San Diego en mai 2013, il est sans contrat lorsque le baseball majeur le suspend pour 50 matchs pour dopage le 5 août suivant.